# Raimond van der Gouw
Raimond van der Gouw, né le 24 mars 1963 à Oldenzaal (Pays-Bas), est un footballeur néerlandais évoluant au poste de gardien de but.

## Biographie
Ce gardien de but est surtout connu pour son long passage à Manchester United, où il ne put que rarement montrer son talent (hormis lors de la saison 1999-2000 où il fut titulaire, devant l'australien Mark Bosnich), soumis à une forte concurrence (Peter Schmeichel, puis Fabien Barthez notamment, sans oublier Roy Carroll à la fin de son aventure avec le club mancunien). Il a aussi évolué dans une autre équipe de Premier League, West Ham United, et dans plusieurs clubs néerlandais. 
En juin 2007, il est devenu l'entraîneur des gardiens de l'équipe anglaise de Sunderland, équipe qui était alors entraînée par l'un de ses anciens coéquipiers à Manchester United, l'irlandais Roy Keane. Il est maintenu à son poste sous les ordres de Ricky Sbragia, mais après l'arrivée de Steve Bruce au poste d'entraîneur de Sunderland, il décide de retourner aux Pays-Bas, où il devient l'entraîneur des gardiens du Vitesse Arnhem.